# Giulio Sapelli
Giulio Sapelli (Torino, 11 marzo 1947) è un economista, storico e dirigente d'azienda italiano.

## Biografia
Dopo il diploma tecnico e magistrale, laureato in Economia con una tesi in storia economica presso l'Università degli Studi di Torino nel 1971, ha conseguito la specializzazione in Ergonomia nel 1972. Ha insegnato e svolto attività di ricerca presso la London School of Economics and Political Science nel 1992-1993 e nel 1995-1996, nonché presso l'Università autonoma di Barcellona nel 1988-1989 e l'Università di Buenos Aires. È stato professore ordinario di Storia economica presso l'Università degli Studi di Milano, dove insegnava anche Economia politica e Analisi culturale dei processi organizzativi.
Ha lavorato con compiti di ricerca, formazione e consulenza presso l'Olivetti e l'Eni. Ha svolto incarichi consulenziali presso numerose altre aziende. Dal 1996 al 2002 è stato Consigliere di Amministrazione dell'Eni. Dal 2000 al 2001 è stato Consigliere Governativo della Fondazione Monte dei Paschi di Siena. Dal 2002 al 2009 è stato Consigliere di Amministrazione di UniCredit Banca d'Impresa.
Ha fatto parte di diversi comitati scientifici di imprese, fondazioni e istituti. Dal 1993 al 1995 è stato il rappresentante italiano di Transparency International, organizzazione che lotta contro la corruzione economica. Dal 2002 è tra i componenti del World Petroleum Council, un'organizzazione internazionale non governativa con lo scopo di promuovere l'uso e la gestione sostenibile delle risorse petrolifere mondiali. Dal 2003 fa parte dell'International Board per il no-profit dell'OCSE. È collaboratore delle testate Corriere della Sera e IlSussidiario.net.
Nel maggio 2018 il suo nome viene annoverato dai mezzi d'informazione tra quelli potenzialmente indicabili per la carica di presidente del consiglio dei ministri da Lega e Movimento 5 Stelle, all'epoca impegnati nelle trattative per formare il primo governo della XVIII legislatura della Repubblica Italiana. Sapelli successivamente conferma di essere stato contattato dai due partiti, ai quali avrebbe dato la sua disponibilità ad accettare l'incarico (giudicando "un buon programma" quello propostogli), ponendo come unica condizione la nomina di Domenico Siniscalco al ministero dell'economia e delle finanze. La proposta non trova però attuazione.
Il 3 dicembre 2018 è stato nominato vicepresidente del gruppo bancario Banca Popolare di Bari, su delibera del relativo consiglio d'amministrazione; lascia la carica l'8 gennaio seguente.
Da maggio 2021 è presidente della Fondazione Germozzi, legata a Confartigianato Imprese.

## Opere
- Fascismo, grande industria e sindacato. Il caso di Torino, 1929-1935, Milano, Feltrinelli, 1975.
- Dalla clandestinità alla lotta armata. Diario di Luigi Capriolo, dirigente comunista, 26 luglio-16 ottobre 1943, a cura e con introduzione di e con Aldo Agosti, Torino, Musolini, 1976.
- Organizzazione, lavoro e innovazione industriale nell'Italia tra le due guerre, Torino, Rosenberg & Sellier, 1978.
- L'analisi economica dei comunisti italiani durante il fascismo. Antologia di scritti, Milano, Feltrinelli, 1978.
- Curatela di Guido Bonfante, Zeffiro Ciuffoletti, Maurizio Degl'Innocenti, Il movimento cooperativo in Italia. Storia e problemi, Torino, Einaudi, 1981.
- Comunità e mercato. Socialisti, cattolici e governo economico municipale agli inizi del XX secolo, Bologna, Il Mulino, 1986. ISBN 88-15-00997-3.
- Cooperative in Lombardia dal 1886. Lavoro, democrazia, progresso, a cura di e con Maurizio Degl'Innocenti, Milano, UNICOPLI, 1986. ISBN 88-400-0026-7.
- L'Italia inafferrabile. Conflitti, sviluppo, dissociazione dagli anni Cinquanta a oggi, Venezia, Marsilio, 1989. ISBN 88-317-5210-3.
- Per una cultura dell'impresa. Strategia e sapere del management moderno, Milano, Franco Angeli 1989. ISBN 88-204-3101-7.
- Modelli culturali e rappresentanza imprenditoriale. Il caso Federmeccanica, Milano, Etaslibri, 1990. ISBN 88-453-0431-0.
- Fini e fine della politica. La sfida di Adriano Olivetti, con Roberto Chiarini, Milano, Edizioni di Comunità, 1990. ISBN 88-245-0454-X.
- L'impresa come soggetto storico, Milano, Il Saggiatore, 1990. ISBN 88-04-33305-7.
- Trieste italiana. Mito e destino economico, Milano, Franco Angeli, 1990. ISBN 88-204-3847-X.
- Costruire l'impresa. La Cooperativa Muratori e Cementisti di Ravenna dal 1945 al 1972, con Stefano Zan, Bologna, Il Mulino, 1991. ISBN 88-15-03155-3.
- Uno sviluppo tra politica e strategia. ENI (1953-1985), con Francesca Carnevali, Milano, Franco Angeli, 1992. ISBN 88-204-7202-3.
- Sul capitalismo italiano. Trasformazione o declino, Milano, Feltrinelli, 1993. ISBN 88-07-09035-X.
- L'impresa e la democrazia: separatezza e funzione, Torino, Fondazione Adriano Olivetti, 1993.
- Economia, tecnologia e direzione d'impresa in Italia, Torino, Einaudi, 1994. ISBN 88-06-13413-2.
- Cleptocrazia. Il «meccanismo unico» della corruzione tra economia e politica, Milano, Feltrinelli, 1994. ISBN 88-07-09040-6.
- Storia della Dioguardi. Cultura e vita di un'impresa, Catanzaro, Meridiana Libri, 1994. ISBN 88-86175-05-1.
- L'impresa. Storia e culture, a cura di e con Francesca Carnevali, Roma, NIS, 1994. ISBN 88-430-0195-7.
- Terra di imprese. Lo sviluppo industriale di Reggio Emilia dal dopoguerra a oggi, con Antonio Canovi, Silvano Bertini e Azio Sessi, Parma, Pratiche, 1995. ISBN 88-7380-220-6.
- L'Europa del Sud dopo il 1945. Tradizione e modernità in Portogallo, Spagna, Italia, Grecia e Turchia, Soveria Mannelli, Rubbettino, 1996. ISBN 88-7284-465-7.
- Responsabilità d'impresa. Tra mercato e nuova sovranità politica, Milano, Guerini, 1996. ISBN 88-7802-703-0.
- L'impresa, l'anima e le forme. Auto-costruire la comunicazione interna, con Claudio Corduas, Milano, Guerini, 1996. ISBN 88-7802-725-1.
- Comunità e mercato, Soveria Mannelli, Rubbettino, 1996. ISBN 88-7284-509-2.
- Impresa e sindacato. Storia dell'Intersind, a cura di, Bologna, Il mulino, 1996. ISBN 88-15-05260-7.
- L'impresa industriale del Nord Sardegna. Dai «Pionieri» ai distretti: 1922-1997, con Maria Luisa Di Felice e Liliana Sanna, Roma-Bari, Laterza, 1997. ISBN 88-420-5386-4.
- Storia economica dell'Italia contemporanea, Milano, B. Mondadori, 1997. ISBN 88-424-9337-6.
- La cooperazione: impresa e movimento sociale, Roma, Lavoro, 1998. ISBN 88-7910-803-4.
- L'Italia di fine secolo. Neopatrimonialismo e capitalismo senza mercato, Venezia, Marsilio, 1998. ISBN 88-317-6940-5.
- Persona e impresa. Un caso di etnografia aziendale, Soveria Mannelli, Rubbettino, 1999. ISBN 88-7284-809-1.
- Perché esistono le imprese e come sono fatte, Milano, B. Mondadori, 1999. ISBN 88-424-9480-1.
- Cinquant'anni di piccola e media industria a Milano, con Carolina Lussana, Milano, ApiMilano, 2000.
- Merci e persone. L'agire morale nell'economia. Con un saggio sulla santità di Adriano Olivetti, Soveria Mannelli, Rubbettino, 2002. ISBN 88-498-0302-8.
- Antropologia della globalizzazione, Milano, B. Mondadori, 2002. ISBN 88-424-9563-8.
- Sul riformismo, Milano, B. Mondadori, 2003. ISBN 88-424-9615-4.
- Cooperazione, proprietà, management. Il modello CCPL, Milano, Libri Scheiwiller, 2004. ISBN 88-7644-439-4.
- Giochi proibiti. Enron e Parmalat capitalismi a confronto, Milano, B. Mondadori, 2004. ISBN 88-424-9639-1.
- Milano, nodo della rete globale. Un itinerario di analisi e proposte, con Mauro Magatti, Lanfranco Senn, Costanzo Ranci, Bruno Manghi, Bruno Dente, Alessandro Colombo, Claudio Ciborra, Mauro Ceruti, Alessandro Balducci, Roberto Artoni, Milano, B. Mondadori, 2005. ISBN 88-424-9212-4.
- Modernizzazione senza sviluppo. Il capitalismo secondo Pasolini, Milano, B. Mondadori, 2005. ISBN 88-424-9281-7.
- COOP. Il futuro dell'impresa cooperativa, Torino, Einaudi, 2006. ISBN 88-06-18606-X.
- Diario americano, Torino, Bollati Boringhieri, 2006. ISBN 88-339-1682-0.
- La democrazia trasformata. La rappresentanza tra territorio e funzione: un'analisi teorico-interpretativa, Milano, B. Mondadori, 2007. ISBN 978-88-6159-039-7.
- Etica d'impresa e valori di giustizia, Bologna, Il Mulino, 2007. ISBN 978-88-15-11441-9.
- Adriano Olivetti. Lo spirito nell'impresa, con Davide Cadeddu, Trento, Il Margine, 2007. ISBN 978-88-6089-013-9.
- La crisi economica mondiale. Dieci considerazioni, Torino, Bollati Boringhieri, 2008. ISBN 978-88-339-1966-9.
- L'impresa per la giustizia sociale. Storia della CMB. Cooperativa Muratori e Braccianti di Carpi, Milano, B. Mondadori, 2008. ISBN 978-88-6159-200-1.
- Capitalismi. Crisi globale ed economia italiana, 1929-2009, con Ludovico Festa, Milano, Boroli, 2009. ISBN 978-88-7493-274-0.
- L'occasione mancata. Lo sviluppo incompiuto dell'industrializzazione sarda, Cagliari, CUEC, 2011. ISBN 978-88-8467-712-9.
- Un racconto apocalittico. Dall'economia all'antropologia, Milano, B. Mondadori, 2011. ISBN 978-88-6159-500-2.
- L'inverno di Monti. Il bisogno della politica, Milano, Guerini, 2012. ISBN 978-88-6250-396-9.
- Diario sudamericano, Milano, Guerini e associati, 2012. ISBN 978-88-6250-460-7.
- Elogio della piccola impresa, Bologna, Il Mulino, 2013. ISBN 978-88-15-24161-0.
- Chi comanda in Italia, Milano, Guerini, 2013. ISBN 978-88-6250-474-4.
- Il potere in Italia, Firenze, goWare, 2014. ISBN 978-88-6797-233-3.
- Dove va il mondo? Per una storia mondiale del presente, Milano, Guerini, 2014. ISBN 978-88-6250-518-5.
- Imprenditore: risorsa o problema? Impresa e bene comune, con Giorgio Fiorentini e Giorgio Vittadini, Milano, BUR saggi, 2014. ISBN 978-88-17-07648-7.
- Dalla Russia con dolore. Il nuovo disordine mondiale, Firenze, goWare, 2015. ISBN 978-88-6797-317-0.
- Caos Med. Dall'ordine al disordine nel Mediterraneo e in Europa, Firenze, goWare, 2015. ISBN 978-88-6797-424-5.
- Desiderio, economia e società. La sfida della sussidiarietà, a cura di e con Maurizio Carvelli, Padova. Libreriauniversitaria.it edizioni, 2015. ISBN 978-88-6292-624-9.
- Dialoghi inattuali sull'etica. Quello che le business school non dicono, con Augusto Carena, Milano, Guerini Next, 2015. ISBN 978-88-6896-050-6.
- Cleptocrazia. Il «meccanismo unico» della corruzione tra economia e politica. Con un contributo di Lodovico Festa, Milano, Guerini e Associati, 2016. ISBN 978-88-6250-542-0
- Un nuovo mondo. La rivoluzione di Trump e i suoi effetti globali, Milano, Guerini e Associati, 2017. ISBN 978-88-6250-688-5
- Oltre il capitalismo. Macchine, lavoro, proprietà, introduzione di Giuseppe De Lucia Lumeno, Milano, Guerini e Associati, 2018. ISBN 978-88-6250-721-9
- Chi comanda in Italia. Nuova edizione ampliata e aggiornata. Con un saggio di Antonio Pilati «Poteri dispersi e sovranità perduta». Milano, Guerini e Associati, 2018. ISBN 978-88-6250-734-9
- Nulla è come prima. Le piccole imprese nel decennio della grande trasformazione, prefazione di Cesare Fumagalli, Milano, Guerini e Associati, 2019. ISBN 978-88-6250-755-4
- Perché esistono le imprese e come sono fatte. Nuova edizione, Milano, Guerini e Associati, 2019. ISBN 978-88-6250-740-0
- 2020 Pandemia e resurrezione. Con i contributi di Giuseppe De Lucia Lumeno e Alessandro Mangia. Milano, Guerini e Associati e goWare, 2020. ISBN 978-88-6250-792-9
- Nella storia mondiale. Stati Mercati Guerre, Milano, Guerini e Associati, 2021. ISBN 978-88-6250-807-0
- L'Emergenza educativa in Italia : per un modello di istruzione e formazione a 'valore Artigiano', Roma, I Quaderni della Fondazione Germozzi, 2021